# Castle Ring

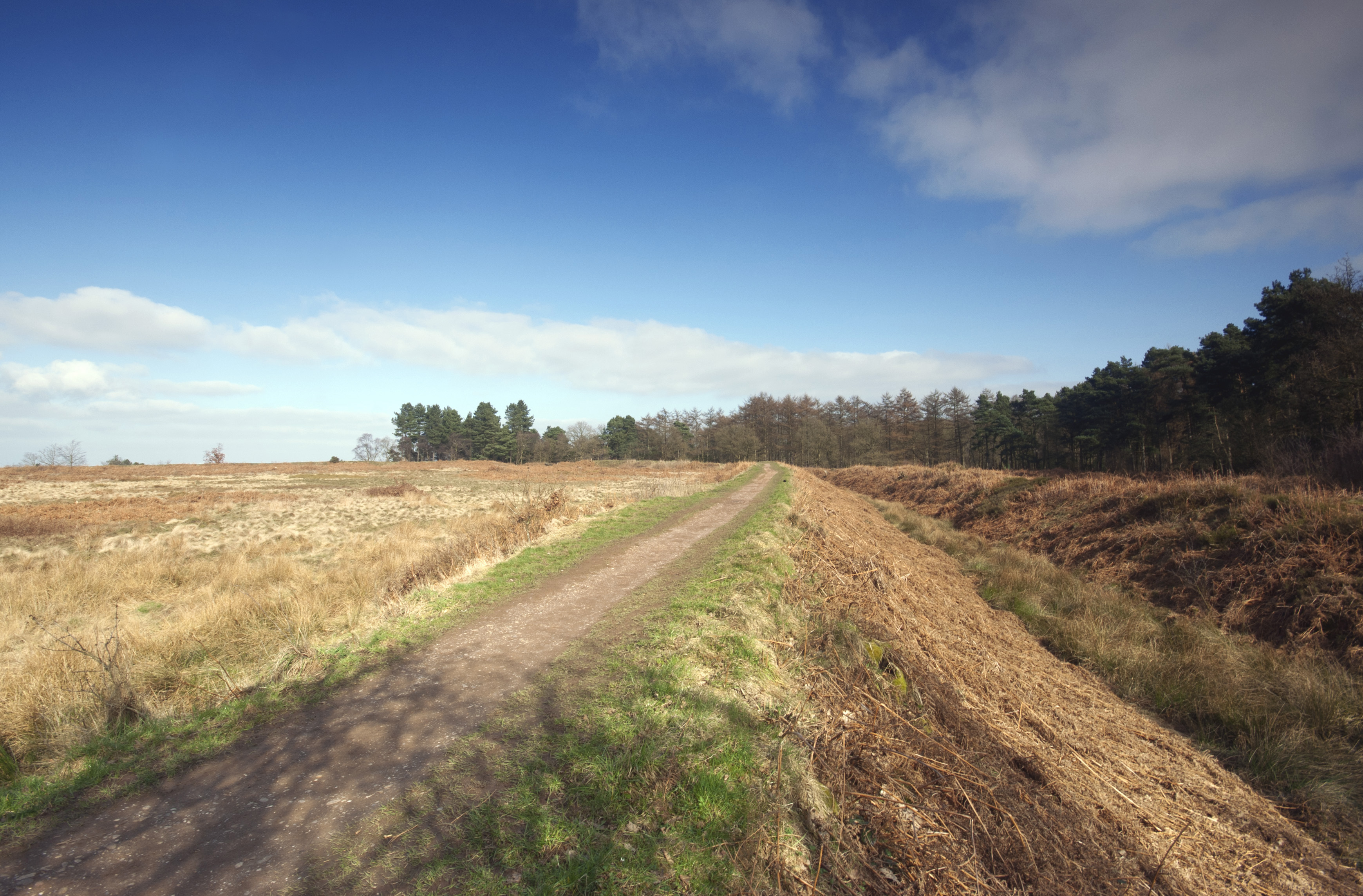
Erdwerke von Castle Ring

Castle Ring ist eine abgegangene Wallburg aus der Eisenzeit, die hoch oben auf dem Südrand des Cannock Chase im Dorf Cannock Wood in der englischen Grafschaft Staffordshire liegt. Castle Ring soll um das Jahr 50 n. Chr. vom keltischen Stamm der Kornen bewohnt worden sein.
Mit Ausnahme der umgebenden Erdwerke sind heute nur noch wenige Überreste sichtbar. Es gibt aber Beweise dafür, dass irgendwann das Land innerhalb dieser Erdwerke unter den Pflug genommen wurde. Man weiß aber nicht, ob dies durch die Kelten oder erst durch mittelalterliche Jäger geschah. Letztere bauten ein Jagdhaus innerhalb des Rings, dessen Überreste heute ebenfalls noch sichtbar sind.
Das Gelände liegt nördlich der Kleinstadt Burntwood und in der Nähe des Heart of England Way. Von dort aus kann man gut den Cannock Chase, das Tal des River Trent und die Grafschaft Staffordshire überblicken.
Dort liegt auch der höchste Punkt des Cannock Chase mit 242 Meter Seehöhe.